# Jatwieź Duża (gromada)
Jatwieź Duża – dawna gromada, czyli najmniejsza jednostka podziału terytorialnego Polskiej Rzeczypospolitej Ludowej w latach 1954–1972.
Gromady, z gromadzkimi radami narodowymi (GRN) jako organami władzy najniższego stopnia na wsi, funkcjonowały od reformy reorganizującej administrację wiejską przeprowadzonej jesienią 1954 do momentu ich zniesienia z dniem 1 stycznia 1973, tym samym wypierając organizację gminną w latach 1954–1972.
Gromadę Jatwieź Duża z siedzibą GRN w Jatwiezi Dużej utworzono – jako jedną z 8759 gromad – w powiecie monieckim w woj. białostockim, na mocy uchwały nr 19/V WRN w Białymstoku z dnia 4 października 1954. W skład jednostki weszły obszary dotychczasowych gromad Jatwieź Duża, Dzięciołowo, Jatwieź Mała i Karpowicze ze zniesionej gminy Jaświły w tymże powiecie. Dla gromady ustalono 15 członków gromadzkiej rady narodowej.
1 stycznia 1969 gromadę Jatwieź Duża zniesiono, a jej obszar włączono do gromad Dolistowo (Stare) (wieś Dzięciołowo) i Suchowola w powiecie dąbrowskim (wsie Jatwieź Duża, Jatwieź Mała i Karpowicze).